# Monfumo
Monfumo é uma comuna italiana da região do Vêneto, província de Treviso, com cerca de 1.428 habitantes. Estende-se por uma área de 11 km², tendo uma densidade populacional de 130 hab/km². Faz fronteira com Asolo, Castelcucco, Cavaso del Tomba, Cornuda, Maser, Pederobba.

## Demografia
| Variação demográfica do município entre 1861 e 2011                               |
|                                                                                   |
| Fonte: Istituto Nazionale di Statistica (ISTAT) - Elaboração gráfica da Wikipedia |